# Liste der denkmalgeschützten Objekte in Weng im Innkreis
Die Liste der denkmalgeschützten Objekte in Weng im Innkreis enthält die denkmalgeschützten, unbeweglichen Objekte der oberösterreichischen Gemeinde Weng im Innkreis im Bezirk Braunau am Inn.

## Denkmäler
| Foto |                 | Denkmal                                                                     | Standort                                           | Beschreibung | Metadaten |
| ---- | --------------- | --------------------------------------------------------------------------- | -------------------------------------------------- | --- | --- |
| ja   | Datei hochladen | Lochbachbrücke HERIS-ID: 89939 Objekt-ID: 104607                            | Bauerding Standort KG: Leithen                     | Die Brücke wurde 1902 erbaut und für Wagen mit einem Gesamtgewicht bis zu 12 t zugelassen. Vom Amt der Landesregierung Oberösterreich (Abteilung Brückenbau) wurde die Brücke 1992 saniert. | BDA-Hist.: Q37743671 Status: § 2a Stand der BDA-Liste: 2025-06-30 Name: Lochbachbrücke GstNr.: 2301/5, 2339/1                                                                 |
| ja   | Datei hochladen | Kath. Pfarrkirche hl. Martin und Friedhof HERIS-ID: 52707 Objekt-ID: 60194  | bei Hauptstraße 27 Standort KG: Weng               | Die Pfarrkirche zum hl. Martin wurde in den Jahren 1478 bis 1490 an der Stelle eines (hölzernen) Vorgängerbaus erbaut. Sie war bis zum 15. Jahrhundert Pfarrkirche der heutigen Pfarren Moosbach, Mining und Weng. Die Glocken wurden 1794 neu gegossen, die Orgel 1774 hergestellt, der Tabernakel 1777, der Altar wurde 1828 neu gefasst. | BDA-Hist.: Q26216094 Status: § 2a Stand der BDA-Liste: 2025-06-30 Name: Kath. Pfarrkirche hl. Martin und Friedhof GstNr.: .111, 1874 Pfarrkirche hl. Martin, Weng im Innkreis |
| ja   | Datei hochladen | Laubenkapelle, sog. Weldlkapelle HERIS-ID: 99851 Objekt-ID: 116022seit 2013 | vor Johann Georg Meindl-Straße 2 Standort KG: Weng | | BDA-Hist.: Q37774880 Status: Bescheid Stand der BDA-Liste: 2025-06-30 Name: Laubenkapelle, sog. Weldlkapelle GstNr.: .65/2                                                    |